# Carta a Eva
Carta a Eva es una miniserie española de dos episodios dirigida por Agustí Villaronga y emitida por la cadena TVE en 2013. La historia narra la gira europea de Eva Perón en 1947, más precisamente su estadía en España, y la relación entre la primera dama argentina con la primera dama española, Carmen Polo, esposa del general Francisco Franco. Las dos mujeres entrecruzan sus vidas con la de Juana Doña, una militante 
comunista sentenciada a muerte, capturada junto a otros por poner una bomba en la embajada de Argentina en Madrid, por el régimen franquista.

## Sinopsis
Ana Torrent interpreta a la mujer de Francisco Franco, Carmen Polo; la actriz argentina Julieta Cardinali a Eva Perón y Carmen Maura a la madre de la líder comunista Juana Doña, condenada a muerte por un atentado en la embajada argentina de Madrid en 1947.

## Producción
Las grabaciones de la serie comenzaron el 3 de diciembre y finalizaron el 5 de diciembre de 2012.

## Premios y galardones
- Medalla de Oro, Festival Internacional de Nueva York.

- Medalla de Plata, World Media Festival de Hamburgo.

- FIPA de Oro. Festival Internacional de Programas Audiovisuales. Mejor guion para Agustí Villaronga, Alfred Pérez y Roger Danès. Mejor interpretación femenina, para Julieta Cardinali en su papel de Eva Perón.

- 53º Festival de Televisión de Montecarlo: Ninfa de Oro. Mejor Miniserie Festival de Televisión de Montecarlo.

- VI Edición de los Premios Gaudí de Cine: Premio Gaudí a la mejor película para televisión.

- Datos: Q16543818